# ABCの歌

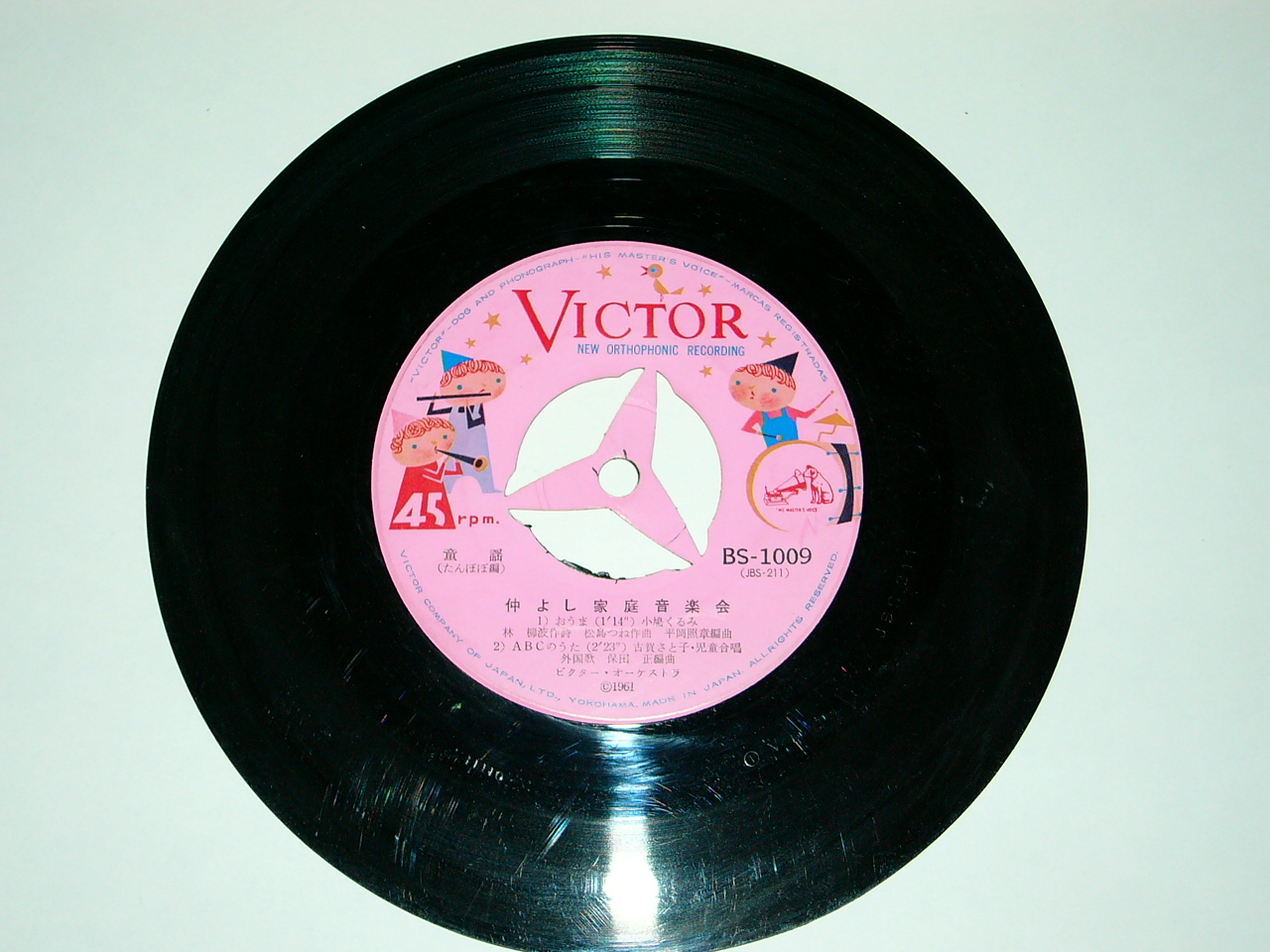
1961年（昭和36年）発売の「仲よし家庭音楽会」（ビクター・レコード）。古賀さと子の「ABCのうた」を収録している。

ABCの歌（エイビーシーのうた、英: The ABC Song）は、英語で使われるアルファベット（ラテン文字）を学習するための歌で、幼稚園や保育園で歌われることが多い。『きらきら星』のメロディに乗せて歌うものが最も良く知られているが、それ以外の『ABCの歌』も存在する。
初めて日本に紹介されたのは江戸末期で、ジョン万次郎の著した英会話本による。

## The A.B.C.

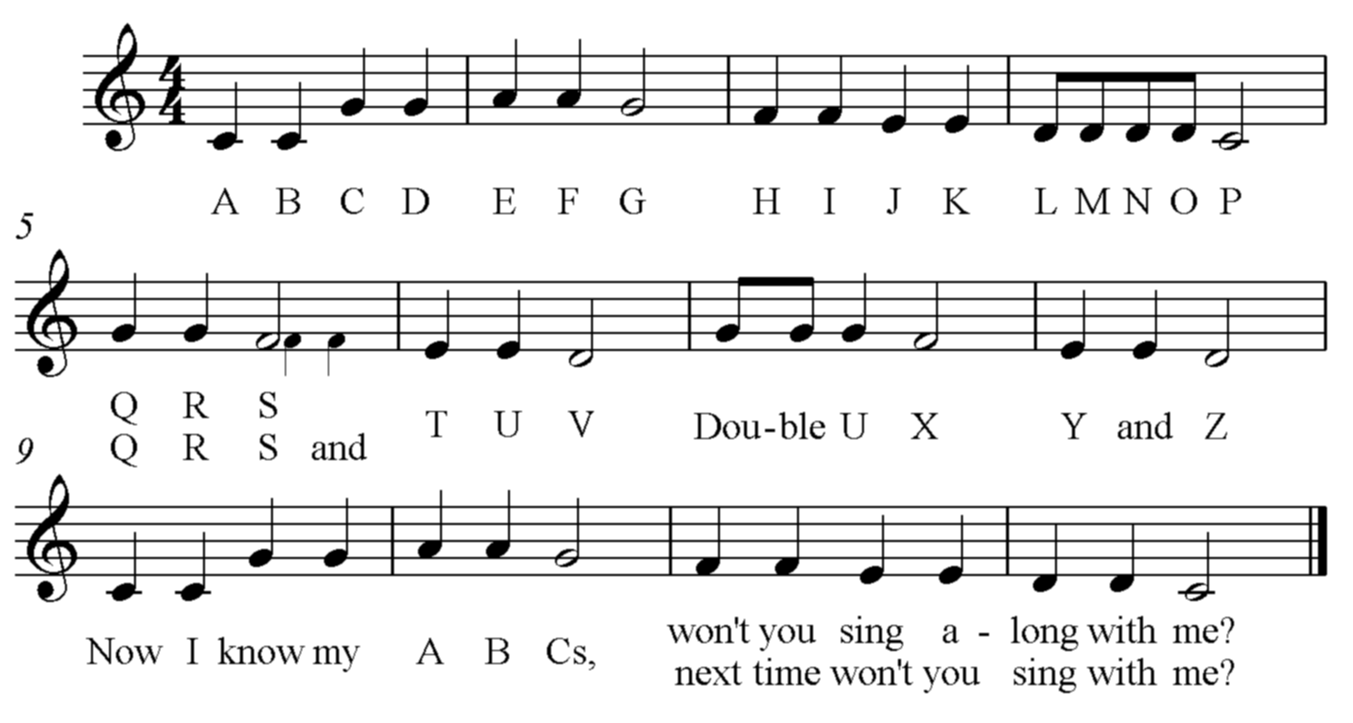
楽譜

「きらきら星」のメロディで歌うもので、日本やアメリカで『ABCの歌』と言えばたいていこれを指す。
ボストンに本社を置くチャールズ・ブラッドリー社（Charles Bradlee）により1835年に「The A.B.C. - フルートのための変奏曲『ドイツの旋律』簡単なピアノ伴奏付き」("The A.B.C., a German air with variations for the flute with an easy accompaniment for the piano forte") の題名で最初に著作化された。

### 歌詞
さまざまな変奏曲のものが存在している。
以下では、" - "（ハイフン）により四分音符1個、" , "（カンマ）により休符1個を表すものとする。
アメリカにおいて最も一般的なもの
a-b-c-d-e-f-g,
h-i-j-k-lmnop, （"LMNOP" の部分はエレメノピーと歌う）
q-r-s, t-u-v, （"S" と "T" の間に休符がある）
w--x--y-and-z, （"W" と "X" はそれぞれ2拍分ずつ使って歌う）
Now I know my ABCs,　(これが私の知ってるABC)
next time won't you sing with me ?　(次はあなたも一緒に歌わない？)
それぞれの連の最後が韻を踏んでいる。
アメリカ英語では "Z" は「ズィー」(zee) と発音されるが、他の英語圏では「ゼッド（ゼット）」(zed) と発音されるため、"zed" と歌った場合歌詞の韻が破れることとなる。これは "y and z" の部分が "i-grec, zed" となるフランス語の場合も同様である。しかしアメリカ以外でもこの曲に関してだけは "Z" を「ズィー」と発音して歌うことが多いため、韻が損なわれることはほとんどない。
"Z"対策として歌詞を工夫したもの
a-b-c-d-e-f-g
h-i-j-k-l-m-n
o-p-q, r-s-t
u-v-w, x-y-z
Now I know my "ABC's", 
Next time won't you sing with me
歌詞の2連目を短くし、その分4連目を長くしている（その分3連目の歌詞がずれている）。これにより "N" と "zed" で韻に近いものが作られている。
"V"から"Z"行までの韻を踏んだ歌詞
a-b-c-d-e-f-g
h-i-j-k-l-m-n
o-p-q-r-s-t-u
v-w you and x-y-z
a-b-c-d-e-f-g 
I am singing A-B-C
さらに大胆な変更を加えたもの
a-b-c-d-e-f-g
h-i-j-k-lmnop
lmnop-q-r-s-t
u-v-w-x-y-z
x-y-z
Butter on your bread
If you don't like it
You'll have to go to bed.
"zed"と韻を踏むため、歌詞の改変が5連目以降にも及んでいる。
別の歌詞のもの（ドイツでも歌われている）
a, b, c, d, e, f, g
h, i, j, k, lmnop,
q, r, s, t, u, v, w
x, y, z  （"z"は"zed"と発音)
Now I know my Alphabet
Come along and sing with me
これまでのものとは異なり、韻は踏まれていない。
主に日本で歌われていたもの
a-b-c-d-e-f-g
h-i-j-k-l-m-n
o-p-q-r-s-t-u
v-w, x-y-z
a-b-c-d-e-f-g
h-i-j-k-l-m-n
5連目と6連目は1連目と2連目の繰り返しとなる。やはり韻は踏まれていない。
近年は「アメリカにおいて最も一般的なもの」で歌われることが多い。
さらに "Now I know - " 以降の歌詞についてはさまざまなものが存在している。

### アレンジ
カノエラナは、「The A.B.C.」をモチーフとした「たのしいバストの数え歌」を2017年に発表した。

## "The A.B.C."以外の「ABCの歌」
「きらきら星」のメロディで歌われるもの以外にも「ABCの歌」はあり、その1つにフォニックス（音と文字の関係の規則性）を学習するためのものがある。
What does the A say?  Ay Aa Ah (母音は完全に発音する)
What does the B say?  B* B* B* (1種類しか発音のない子音は3回繰り返す)
What does the C say?  S* and K*
What does the D say?  D* D* D*
What does the E say?  Ee and Eh
...
(以下各文字ごとに少しずつ違ったメロディが続く)
...
What does the X say?  Ks Ks Ks
What does the Y say?  Yuh* Ee* Eye*
What does the Z say?  Zzz Zzz Zzz

What do you call these phones and sounds?
English alphabet letters.
Yeah!
この歌で教師は児童たちに、犬が「ワン」（英語では "woof"）、猫が「ニャン」（英語では "meow"）と鳴くのと同じように、"I" は「アイ」や「イー」と発音すると言った具合に各文字の名前と発音方法を教えていく。
各アルファベットが頭文字となる単語を歌詞に織り込む形の「ABCの歌」も存在する。その1つとして1948年に発表された、ブディ・ケイ (Buddy Kaye) とフレッド・ワイズ (Fred Wise) 作詞、シドニー・リップマン (Sidney Lippman) 作曲の "'A' - You're Adorable" がある。